# Another Country (phim)
Another Country là một bộ phim lãng mạn kịch lịch sử Anh năm 1984 với kịch bản của Julian Mitchell, được chuyển thể từ vở kịch cùng tên. Được đạo diễn bởi Marek Kanievska, bộ phim có sự tham gia của Rupert Everett và Colin Firth trong bộ phim đầu tay của anh ấy.
Another Country dựa trên cuộc đời của điệp viên và điệp viên hai mang Guy Burgess, Guy Bennett trong phim. Nó khám phá đồng tính luyến ái của mình và tiếp xúc với chủ nghĩa Mác, trong khi kiểm tra sự giả hình và hợm hĩnh của hệ thống trường công lập Anh.

## Nội dung
Bối cảnh là một trường công lập, được mô phỏng theo Eton và Winchester, vào những năm 1930. Guy Bennett (Rupert Everett) và Tommy Judd (Colin Firth) là học sinh, vì cả hai đều là người ngoài theo cách riêng của họ, bạn bè (Bennett là người đồng tính trong khi Judd là Marxist).
Một ngày nọ, một giáo viên bước vào Martineau (Philip Dupuy) và một cậu bé từ một ngôi nhà khác tham gia vào thủ dâm lẫn nhau. Martineau sau đó giết chết chính mình và các giáo viên và các học sinh cuối cấp cố gắng hết sức để tránh vụ bê bối khỏi cha mẹ và thế giới bên ngoài. Vụ bê bối đồng tính, tuy nhiên, cho đội trưởng ngôi nhà bị ám ảnh bởi quân đội Fowler (Tristan Oliver) một lý do đáng hoan nghênh để lên kế hoạch chống lại Bennett. Fowler không thích anh ta và Judd và muốn ngăn Bennett trở thành một "Chúa" - một danh hiệu trường học cho hai quận trưởng hàng đầu. Fowler có thể chặn một bức thư tình từ Bennett gửi James Harcourt (Cary Elwes). Bennett đồng ý bị trừng phạt bằng đòn roi để không thỏa hiệp với Harcourt; trong khi đó, vào những dịp trước, anh ta đã tránh bị trừng phạt bằng cách tống tiền các "Lãnh chúa" khác với lời đe dọa rằng anh ta sẽ tiết lộ kinh nghiệm của chính họ với anh ta.
Trong khi đó, Judd miễn cưỡng trở thành một quận trưởng, vì anh cảm thấy rằng mình không thể tán thành một "hệ thống áp bức" như thế này. Anh ấy có một bài phát biểu đáng nhớ, cay đắng về cách các chàng trai bị hệ thống áp bức lớn lên trở thành những người cha duy trì nó. Tuy nhiên, cuối cùng, anh ta đồng ý trở thành một quận trưởng để ngăn Fowler đáng ghét trở thành Trưởng nhà. Điều này không bao giờ xảy ra vì Donald Devenish (Rupert Wainwright) đồng ý ở lại trường và trở thành một quận trưởng nếu anh ta được đề cử trở thành một vị thần thay vì Bennett.
Bị tàn phá vì mất giấc mơ ấp ủ trở thành một vị thần, Bennett nhận ra rằng hệ thống giai cấp Anh dựa mạnh vào ngoại hình và việc đồng tính công khai là một trở ngại nghiêm trọng đối với sự nghiệp dự định là nhà ngoại giao.
Bộ phim epilogue báo cáo rằng anh ta đào thoát với Nga sau này trong đời, sau khi trở thành gián điệp cho Liên Xô. Judd đã chết khi chiến đấu trong Nội chiến Tây Ban Nha.

## Diễn viên
- Rupert Everett vai Guy Bennett
- Colin Firth vai Tommy Judd
- Cary Elwes vai James Harcourt
- Michael Jenn vai Barclay
- Robert Addie vai Delahay
- Rupert Wainwright vai Donald Devenish
- Tristan Oliver vai Fowler
- Piers Flint-Shipman, credited vai Frederick Alexander, vai Jim Menzies
- Adrian Ross Magenty vai Wharton
- Geoffrey Bateman vai Yevgeni
- Philip Dupuy vai Martineau
- Guy Henry vai Head Boy
- Jeffry Wickham vai Arthur
- John Line vai Best Man
- Gideon Boulting vai Trafford
- Nicholas Rowe vai Spungin
- Anna Massey vai Imogen Bennett
- Betsy Brantley vai Julie Schofield
- Jim Tavaré (uncredited) vai một sinh viên nổi bật và sinh viên nổi bật của Colin Firth

Charles Spencer, Earl Spencer thứ 9, em trai của Diana, Công nương xứ Wales, là một phụ (không có lời thoại) trong ba cảnh.

## Tiêu đề
Tiêu đề không chỉ đề cập đến Liên Xô Nga, cuối cùng là "quốc gia khác" Bennett, nhưng có thể thấy nó mang một số ý nghĩa và ý nghĩa khác nhau. Nó có thể là một tham chiếu đến dòng thứ nhất của đoạn thứ hai (hoặc thứ ba, tùy thuộc vào phiên bản) của bài thánh ca "I Vow to Thee, My Country", được hát trong cả vở kịch và phim, như cũng như đề cập đến thực tế là cuộc sống học đường công cộng ở Anh vào những năm 1930 thực sự rất giống với "một quốc gia khác". Trong bài thánh ca, quốc gia khác được gọi là Thiên đường (hay Vương quốc thiên đường), mặc dù sự ám chỉ này dường như không liên quan đến bộ phim theo bất kỳ cách nào.
Another Country cũng là tựa đề của một cuốn tiểu thuyết năm 1962 của James Baldwin, bao gồm các nhân vật đồng tính và lưỡng tính. The Go-Between là một cuốn tiểu thuyết của L. P. Hartley, được xuất bản tại London vào năm 1953 và bắt đầu với dòng nổi tiếng: "Quá khứ là một đất nước xa lạ: họ làm những điều khác biệt ở đó". Khách hàng tiềm năng thường bị trích dẫn sai khi sử dụng cụm từ 'quốc gia khác'.
Tài liệu tham khảo trực tiếp nhất là một số dòng nổi tiếng từ văn học Anh, bắt nguồn từ vở kịch của Christopher Marlowe 'Người Do Thái của Malta (k. 1590).

Bản mẫu:Sc1 Ngài đã cam kết–

Bản mẫu:Sc1 Cấm gian dâm nhưng đó là ở một quốc gia khác; / Và bên cạnh đó, người chết đã chết.

Ở đây "the wench" có thể đề cập đến Martineau. Hầu hết các sinh viên quan tâm đến việc che đậy một vụ bê bối tiềm năng hơn là lo lắng về cái chết thực sự. Nếu vậy, "ngoại tình" có thể đề cập đến những gì được thực hiện cho Martineau và có lẽ tất cả các sinh viên của trường, chứ không phải là liên lạc tình dục thực tế của anh ta.

## Sản xuất
Eton College từ chối làm địa điểm cho bộ phim. Với một đài phun nước bổ sung được đưa vào, Tứ giác trường học cũ tại Đại học Oxford đã trở thành một địa điểm quan trọng, dọc theo các địa phương khác như Thư viện Bodleian, Brasenose College, Brasenose Lane và Broad Street. Nhiều nội thất đã bị bắn vào Althorp, chỗ ngồi của gia đình Spencer. Other scenes were filmed at Apethorpe Hall.
Rupert Everett, người đóng vai Bennett trong lần chạy đầu tiên của vở kịch, đã được chọn vào vai đó cho bộ phim.
Hai mươi năm sau, Everett sẽ đóng vai chính trong một bộ phim Marek Kanievska khác, A Loyalty (2004), đóng vai một điệp viên dựa trên Kim Philby, một cộng sự thân cận của điệp viên Guy Burgess, người mà nhân vật Bennett dựa vào.

## Giải thưởng
Bộ phim đã được đưa vào Liên hoan phim Cannes 1984 nơi nó đã giành giải thưởng cho đóng góp nghệ thuật xuất sắc nhất.
Nó đã được đề cử cho ba giải thưởng BAFTA trong phim: Chỉnh sửa (1984) Gerry Hamble, Người mới xuất sắc nhất cho phim (1984) Rupert Everett, và Kịch bản chuyển thể (1984) Julian Mitchell 